# Alfred Lücker
Alfred Lücker (Euskirchen, 1931. március 29. – Velbert, 2008. december 22.) olimpiai bronzérmes német gyeplabdázó.

## Pályafutása
A német válogatott tagjaként részt vett az 1952-es helsinki olimpián. 1956-ban Melbourne-ben az Egyesült Német Csapat tagjaként indult és bronzérmet szerzett a válogatottal. Összesen 27 alkalommal szerepelt a nyugatnémet válogatottban.

## Sikerei, díjai
- Olimpiai játékok
  - bronzérmes: 1956, Melbourne